# Glock

Vapentillverkare i Österrike.

Glock GmbH (Glock Gesellschaft mit beschränkter Haftung), ofta stiliserat versalt – GLOCK – är en vapentillverkare med säte i Deutsch-Wagram i Österrike. Företaget som är uppkallat efter grundaren Gaston Glock är mest känt för sina pistoler, men tillverkar även knivar och fältspadar.
Glocks pistoler har på grund av tillförlitlighet, enkelhet och låg vikt blivit mycket populära bland polisstyrkor och militärer världen över. 5 miljoner pistoler skulle ha tillverkats fram till 2007. Pistolerna är till stor del tillverkade i polymer och saknar traditionell säkring, säkringen är i stället integrerad i avtryckaren.
Pistolerna finns i ett flertal modeller från tävlingspistoler till kompakta pistoler för dolt bärande och i sju olika kalibrar från 9 × 19 mm till .45 ACP.

## Glock pistolmodeller

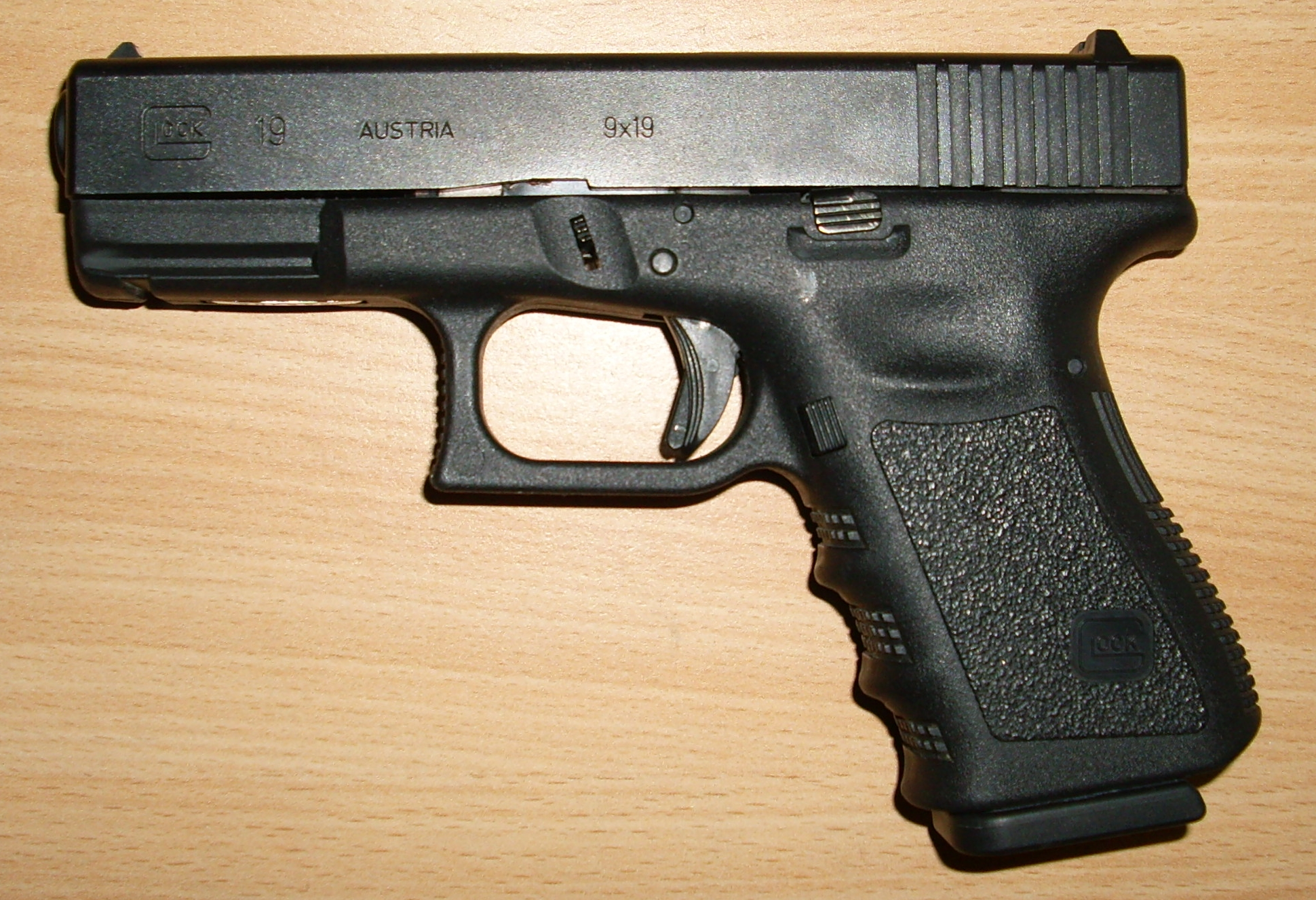
Den kompakta Glock 19 i 9 × 19 mm Parabellum.

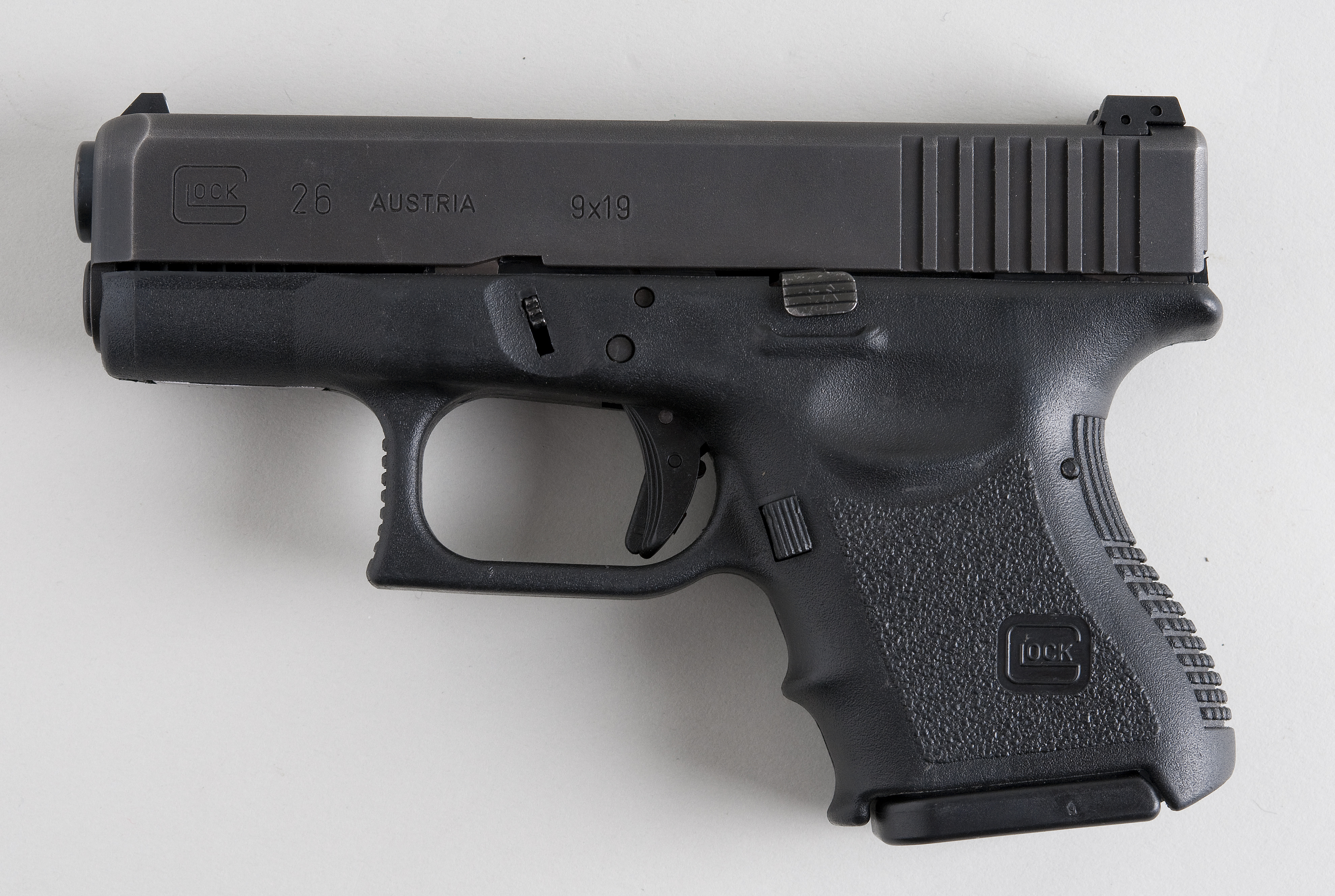
Den subkompakta Glock 26 i 9 × 19 mm Parabellum.

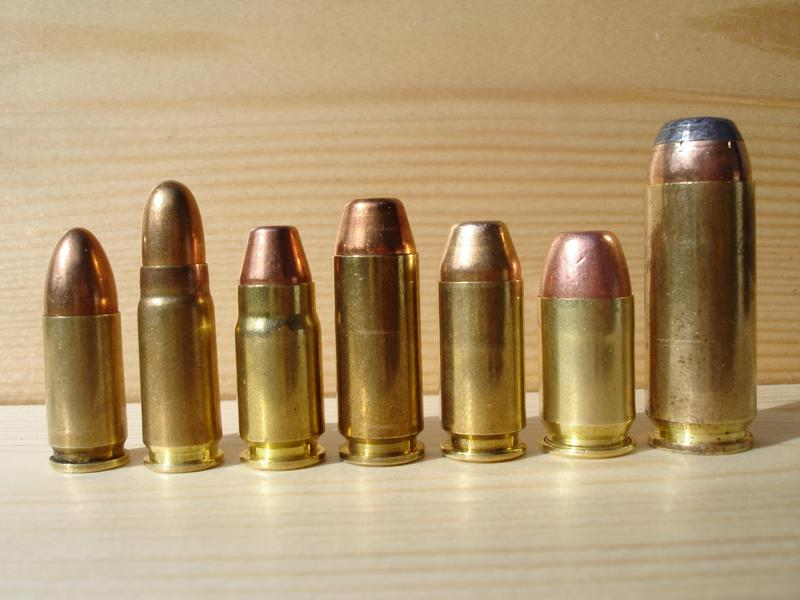
Några vanliga patroner avsedda för pistoler. Från vänster till höger: 9mm Luger, 7.62×25mm Tokarev, .357 SIG, 10mm Auto, .40 S&W, .45 GAP, .50 Action Express.

| Modell    | Patronkaliber | Patronmodell    | Utförande       | Övrig information                                                |
| --------- | ------------- | --------------- | --------------- | ---------------------------------------------------------------- |
| Glock 17  | 9 × 19 mm     | 9 mm Parabellum | Normalutförande | Används av Försvarsmakten under beteckningen Pistol 88/88C/88C2. |
| Glock 17L | 9 × 19 mm     | 9 mm Parabellum | Lång mantel     |                                                                  |
| Glock 18  | 9 × 19 mm     | 9 mm Parabellum | Normalutförande | Som Glock 17 men med möjlighet att skjuta helautomatisk eld.     |
| Glock 19  | 9 × 19 mm     | 9 mm Parabellum | Kompakt         | Används av Försvarsmakten under beteckningen Pistol 88B/88D.     |
| Glock 20  | 10 × 25 mm    | 10 mm Auto      | Normalutförande |                                                                  |
| Glock 21  | 11,43 × 23 mm | .45 ACP         | Normalutförande |                                                                  |
| Glock 22  | 10 × 22 mm    | .40 S&W         | Normalutförande |                                                                  |
| Glock 23  | 10 × 22 mm    | .40 S&W         | Kompakt         |                                                                  |
| Glock 24  | 10 × 22 mm    | .40 S&W         | Lång mantel     |                                                                  |
| Glock 25  | 9 × 17 mm     | .380 ACP        | Kompakt         |                                                                  |
| Glock 26  | 9 × 19 mm     | 9 mm Parabellum | Subkompakt      |                                                                  |
| Glock 27  | 10 × 22 mm    | .40 S&W         | Subkompakt      |                                                                  |
| Glock 28  | 9 × 17 mm     | .380 ACP        | Subkompakt      |                                                                  |
| Glock 29  | 10 × 25 mm    | 10 mm Auto      | Subkompakt      |                                                                  |
| Glock 30  | 11,43 × 23 mm | .45 ACP         | Subkompakt      |                                                                  |
| Glock 31  | 9 × 22 mm     | .357 SIG        | Normalutförande |                                                                  |
| Glock 32  | 9 × 22 mm     | .357 SIG        | Kompakt         |                                                                  |
| Glock 33  | 9 × 22 mm     | .357 SIG        | Subkompakt      |                                                                  |
| Glock 34  | 9 × 19 mm     | 9 mm Parabellum | Tävlingsvariant |                                                                  |
| Glock 35  | 10 × 22 mm    | .40 S&W         | Tävlingsvariant |                                                                  |
| Glock 36  | 11,43 × 19 mm | .45 GAP         | Ultrakompakt    |                                                                  |
| Glock 37  | 11,43 × 19 mm | .45 GAP         | Normalutförande |                                                                  |
| Glock 38  | 11,43 × 19 mm | .45 GAP         | Kompakt         |                                                                  |
| Glock 39  | 11,43 × 19 mm | .45 GAP         | Subkompakt      |                                                                  |
| Glock 40  | 10 × 25 mm    | 10 mm Auto      | Lång mantel     |                                                                  |
| Glock 41  | 11,43 × 23 mm | .45 ACP         | Tävlingsvariant |                                                                  |
| Glock 42  | 9 × 17 mm     | .380 ACP        | Ultrakompakt    |                                                                  |
| Glock 43  | 9 × 19 mm     | 9 mm Parabellum | Ultrakompakt    |                                                                  |
| Glock 44  | 5,6 × 15 mm R | .22 Long Rifle  | Kompakt         | Som Glock 19 men klenare kaliber och lättare                     |
| Glock 45  | 9 x 19 mm     | 9 mm Parabellum | Normal/kompakt  | Nytt standardvapen för Polismyndigheten, under införande.        |

## I populärkulturen
I videospelsserien Counter-Strike förekommer Glock. Det finns en kultur angående att vapnet skulle vara omöjligt att vinna poäng med på grund av att de olika Glock-modellerna är markant mer ineffektiva än övriga delar av vapenarsenalen i videospelsserien. Det här har gjort att vissa försökt driva kampanjer för att "fixa" vapnet.